# Coppa Davis 2014 Zona Asia/Oceania Gruppo III
Il Gruppo III della Zona Asia/Oceania (Asia/Oceania Zone) è il terzo e penultimo livello di competizione della zona Asia/Oceania, una delle tre divisioni zonali della Coppa Davis 2014. I due vincitori sono ammessi al Gruppo II della Coppa Davis 2015.

## Nazioni partecipanti
- Cambogia
- Emirati Arabi Uniti
- Iran
- Libano

- Malaysia
- Singapore
- Siria
- Turkmenistan

## Formula
Le otto nazioni partecipanti vengono suddivise in due gironi da quattro squadre, in cui ciascuna squadra affronta le altre incluse nel proprio girone (Pool). Le prime due in classifica di ciascun girone si qualificano alle semifinali, dove la prima di un girone affronta la seconda dell'altro. Le due nazioni vincenti vengono promosse al Gruppo II, pertanto non si disputa alcuna finale.

## Pool
- Sede: Enghelab Sport Complex, Teheran, Iran (terra outdoor)
- Periodo: 11-14 giugno 2014

|   | Pool A (Dettagli)  | Siria (bandiera) | Malaysia (bandiera) | Cambogia (bandiera) | Turkmenistan (bandiera) |   |                           | Pool B (Dettagli) | Iran (bandiera) | Libano (bandiera) | Emirati Arabi Uniti (bandiera) | Singapore (bandiera) |
| 1 | Siria (2-1)        |                  | 1-2                 | 2-1                 | 2-1                     | 1 | Iran (3-0)                |                   | 3-0             | 3-0               | 3-0                            |                      |
| 2 | Malaysia (3-0)     | 2-1              |                     | 2-1                 | 2-1                     | 2 | Libano (2-1)              | 0-3               |                 | 2-1               | 3-0                            |                      |
| 3 | Cambogia (1-2)     | 1-2              | 1-2                 |                     | 2-1                     | 3 | Emirati Arabi Uniti (1-2) | 0-3               | 1-2             |                   | 2-1                            |                      |
| 4 | Turkmenistan (0-3) | 1-2              | 1-2                 | 1-2                 |                         | 4 | Singapore (0-3)           | 0-3               | 0-3             | 1-2               |                                |                      |

### Spareggi promozione

#### Iran vs. Siria
| Iran 3 | Enghelab Sport Complex, Teheran, Iran 14 giugno 2014 Terra rossa (outdoor) | Enghelab Sport Complex, Teheran, Iran 14 giugno 2014 Terra rossa (outdoor) | Siria 0 |     |   |  |
| \| \| \| \| 1 \| 2 \| 3 \| \| \| - \| \| ---------------------------------------------------------- \| --- \| --- \| - \| \| \| 1 \| \| Shahin Khaledan Bruno Abdel Nour \| 6 2 \| 6 0 \| \| \| \| 2 \| \| Anoosha Shahgholi Marc Abdelnour \| 6 2 \| 6 1 \| \| \| \| 3 \| \| Hamid Reza Nadaf / Omid Souri Bruno Abdel Nour / Amer Naow \| 6 2 \| 6 4 \| \| \| |                                                                            |                                                                            |         |     |   |  |
| |                                                                            |                                                                            | 1       | 2   | 3 |  |
| 1 | Iran (bandiera) · Siria (bandiera)                                         | Shahin Khaledan Bruno Abdel Nour                                           | 6 2     | 6 0 |   |  |
| 2 | Iran (bandiera) · Siria (bandiera)                                         | Anoosha Shahgholi Marc Abdelnour                                           | 6 2     | 6 1 |   |  |
| 3 | Iran (bandiera) · Siria (bandiera)                                         | Hamid Reza Nadaf / Omid Souri Bruno Abdel Nour / Amer Naow                 | 6 2     | 6 4 |   |  |

#### Malesia vs. Libano
| Malaysia 0 | Enghelab Sport Complex, Teheran, Iran 14 giugno 2014 Terra rossa (outdoor) | Enghelab Sport Complex, Teheran, Iran 14 giugno 2014 Terra rossa (outdoor)    | Libano 2 |     |   |             |
| \| \| \| \| 1 \| 2 \| 3 \| \| \| - \| \| ----------------------------------------------------------------------------- \| --- \| --- \| - \| ----------- \| \| 1 \| \| Syed Mohammad Agil Naguib Bassam Beidas \| 2 6 \| 0 6 \| \| \| \| 2 \| \| Mohd Assri Merzuki Patrick Chucri \| 4 6 \| 0 6 \| \| \| \| 3 \| \| Mohd Assri Merzuki / Syed Mohammad Agil Naguib Bassam Beidas / Patrick Chucri \| \| \| \| non giocato \| |                                                                            |                                                                               |          |     |   |             |
| |                                                                            |                                                                               | 1        | 2   | 3 |             |
| 1 | Malaysia (bandiera) · Libano (bandiera)                                    | Syed Mohammad Agil Naguib Bassam Beidas                                       | 2 6      | 0 6 |   |             |
| 2 | Malaysia (bandiera) · Libano (bandiera)                                    | Mohd Assri Merzuki Patrick Chucri                                             | 4 6      | 0 6 |   |             |
| 3 | Malaysia (bandiera) · Libano (bandiera)                                    | Mohd Assri Merzuki / Syed Mohammad Agil Naguib Bassam Beidas / Patrick Chucri |          |     |   | non giocato |

### Spareggi retrocessione

#### Cambogia vs. Singapore
| Cambogia 2 | Enghelab Sport Complex, Teheran, Iran 14 giugno 2014 Terra rossa (outdoor) | Enghelab Sport Complex, Teheran, Iran 14 giugno 2014 Terra rossa (outdoor) | Singapore 1 |     |   |  |
| \| \| \| \| 1 \| 2 \| 3 \| \| \| - \| \| -------------------------------------------------------------- \| ---- \| --- \| - \| \| \| 1 \| \| Phalkun Mam Joshua Liu \| 6 4 \| 6 3 \| \| \| \| 2 \| \| Kenny Bun Roy Hobbs \| 6 0 \| 6 0 \| \| \| \| 3 \| \| Samneang Long / Pannhara Mam Shaheed Alam / Yong Jie Isaac Ong \| 64 7 \| 3 6 \| \| \| |                                                                            |                                                                            |             |     |   |  |
| |                                                                            |                                                                            | 1           | 2   | 3 |  |
| 1 | Cambogia (bandiera) · Singapore (bandiera)                                 | Phalkun Mam Joshua Liu                                                     | 6 4         | 6 3 |   |  |
| 2 | Cambogia (bandiera) · Singapore (bandiera)                                 | Kenny Bun Roy Hobbs                                                        | 6 0         | 6 0 |   |  |
| 3 | Cambogia (bandiera) · Singapore (bandiera)                                 | Samneang Long / Pannhara Mam Shaheed Alam / Yong Jie Isaac Ong             | 64 7        | 3 6 |   |  |

#### Turkmenistan vs. EAU
| Turkmenistan 2 | Enghelab Sport Complex, Teheran, Iran 14 giugno 2014 Terra rossa (outdoor) | Enghelab Sport Complex, Teheran, Iran 14 giugno 2014 Terra rossa (outdoor) | Emirati Arabi Uniti 1 |     |     |  |
| \| \| \| \| 1 \| 2 \| 3 \| \| \| - \| \| ------------------------------------------------------------------------ \| ---- \| --- \| --- \| \| \| 1 \| \| Georgiy Pochay Hamad Abbas Janahi \| 6 2 \| 4 6 \| 2 6 \| \| \| 2 \| \| Aleksandr Ernepesov Omar Al Awadhy \| 1 6 \| 6 1 \| 6 0 \| \| \| 3 \| \| Aleksandr Ernepesov / Georgiy Pochay Omar Al Awadhy / Hamad Abbas Janahi \| 7 68 \| 6 4 \| \| \| |                                                                            |                                                                            |                       |     |     |  |
| |                                                                            |                                                                            | 1                     | 2   | 3   |  |
| 1 | Turkmenistan (bandiera) · Emirati Arabi Uniti (bandiera)                   | Georgiy Pochay Hamad Abbas Janahi                                          | 6 2                   | 4 6 | 2 6 |  |
| 2 | Turkmenistan (bandiera) · Emirati Arabi Uniti (bandiera)                   | Aleksandr Ernepesov Omar Al Awadhy                                         | 1 6                   | 6 1 | 6 0 |  |
| 3 | Turkmenistan (bandiera) · Emirati Arabi Uniti (bandiera)                   | Aleksandr Ernepesov / Georgiy Pochay Omar Al Awadhy / Hamad Abbas Janahi   | 7 68                  | 6 4 |     |  |

## Verdetti
- Promosse al Gruppo II nel 2015:  Iran -  Libano
- Retrocesse al Gruppo IV nel 2015:  Emirati Arabi Uniti -  Singapore